# Tom Hilde
Tom Hilde (n. 22 septembrie 1987, Comuna Bærum, Akershus, Norvegia) este un fost săritor cu schiurile norvegian legitimat la Asker Skiklubb. El este component al echipei naționale a Norvegiei.

## Carieră

### Sezonul 1997/1998
A debutat în Cupa Mondială în sezonul 1997/1998, participând doar la o etapă, la Zakopane, unde s-a clasat pe locul 32, în afara punctelor.

### Sezonul 2005/2006
În sezonul 2005/2006 s-a clasat pe locul 19 la Lillehammer, în singura etapă în care a participat.

### Sezonul 2006/2007
Sezonul 2006/2007 a fost primul sezon complet, și cea mai bună performanță a fost ul loc 4 la Zakopane.

### Sezonul 2007/2008
Acest sezon este marcat de dubla victorie a sa de la Predazzo.

### Sezonul 2008/2009
În acest sezon cele mai bune performanțe au fost două locuri 5, la Engelberg și Planica.

## Palmares

### Jocurile Olimpice
- Bronz, Vancouver 2010, cu echipa pe trambulina mare

### Campionatul mondial de zbor cu schiurile
- Bronz, Oberstdorf 2008, cu echipa

### Cupa mondială
- sezon 2005/2006: 62
- sezon 2006/2007: 20
- sezon 2007/2008: 4
- sezon 2008/2009: 24
- sezon 2009/2010: 26

#### Etape câștigate
1. Italia Predazzo – 12 ianuarie 2008
2. Italia Predazzo – 13 ianuarie 2008
3. Austria Bischofshofen - 6 ianuarie 2010